# Asarkina orientalis
Asarkina orientalis är en tvåvingeart som beskrevs av Mario Bezzi 1908. Asarkina orientalis ingår i släktet Asarkina och familjen blomflugor. Inga underarter finns listade i Catalogue of Life.